# Ganglbaueria persica
Ganglbaueria persica is een keversoort uit de familie schijnboktorren (Oedemeridae). De wetenschappelijke naam van de soort is voor het eerst geldig gepubliceerd in 1929 door Pic.